# Szamguk jusza
A Szamguk jusza (hangul: 삼국유사 , handzsa: 三國遺事, RR: Samguk Yusa; „A három királyság emlékezete”) a 13. században, klasszikus kínai nyelven írt könyv, melyben korai koreai legendákat örökítettek meg a koreai nemzet kezdetétől a Silla királyság 10. századi végéig. A fő szerzőnek a sillai származású Irjon (Iryeon) (일연, 1206–1289) buddhista szerzetest és tanítványát, Hongut (혼구, 1250–1322) tartják.

## Tartalma
A Szamguk jusza (Samguk Yusa) számos aspektusban különbözik az ugyancsak a három királyság történetével foglalkozó Szamguk szagi (Samguk Sagi)tól. A Jusza (Yusa) a legendák mellett meséket, dalokat is lejegyez, találhatóak benne kolostori és egyéb helyi lajstromok és feljegyzések. Ebben a könyvben olvasható először a nemzetalapító Tangun (Dangun) legendája. Forrásai közt szerepel az 1076-ban keletkezett és mára már elveszett Karak kukki (Garak gukgi) (가락국기), amely Kumgvan Kaja (Geumgwan Gaya) (Karak (Garak)) állam legendáit és történeteit gyűjtötte össze.

## Magyar fordítás
- Iljon: Szamguk Jusza. ATTRAKTOR Könyvkiadó Kft., 2025 ISBN 9786156173997
- A tigris intelme. Koreai elbeszélések. Terebes Kiadó, Budapest, 2006. Online elérés: https://mek.oszk.hu/05000/05090/05090.htm